# Кремерс, Эрвин
Э́рвин Кре́мерс (нем. Erwin Kremers; род. 24 марта 1949) — немецкий футболист, играл на позиции нападающего.
Брат-близнец немецкого футболиста Хельмута Кремерса. Вместе с братом играл за «Боруссию» Мёнхенгладбах, «Кикерс» и «Шальке». Закончил карьеру раньше брата, который поиграл ещё два года.
На ЧМ-1974 не поехал из за нарушений дисциплины. Всего за сборную сыграл 15 матчей, забив в них 3 мяча.Чемпион Европы 1972